# Gregorio del Castillo
Gregorio del Castillo fue un hacendado y político peruano. 
Formaba parte de la familia "Del Castillo" conocida en la provincia de Anta por haber sido cercanas al gobierno de Ramón Castilla y estar en permanente enfrentamiento con otras familias de la provincia y contra las autoridades oficiales. 
Fue elegido diputado por la provincia de Anta entre 1868 y 1871 junto a su hermano Casimiro del Castillo durante el gobierno de José Balta.